# Внуковка
Вну́ковка (рос. Внуковка, ерз. Внуковка) — присілок у складі Кочкуровського району Мордовії, Росія. Входить до складу Булгаковського сільського поселення.

## Населення
Населення — 26 осіб (2010; 40 у 2002).
Національний склад (станом на 2002 рік):
- росіяни — 87 %